# New Works Programme
Das New Works Programme war von 1935 bis 1940 ein bedeutendes Investitionsprogramm des London Passenger Transport Board (LPTB) zum Ausbau des öffentlichen Verkehrsnetzes in London. Die auch als London Transport auftretende Verkehrsbehörde war 1933 gegründet worden, um U-Bahnen, Straßenbahnen, Oberleitungsbusse und den Busverkehr in der britischen Hauptstadt zu koordinieren. Mit dem New Works Programme sollten das Angebot des LPTB sowie die Vorortslinien der Great Western Railway (GWR) und der London and North Eastern Railway (LNER) verbessert werden. Die Finanzierung erfolgte weitgehend durch den Staat und die Kosten beliefen sich nach damaligem Wert auf 42,286 Millionen Pfund (entspricht rund 2,6 Milliarden Pfund heute).

## London Underground
Das Programm umfasste den Neubau zahlreicher U-Bahn-Stationen im Stadtzentrum, insbesondere den Ersatz von Aufzügen durch Rolltreppen. Hinzu kamen Verlängerungen mehrerer U-Bahn-Linien sowie der Bau von Verbindungen zu Vorortslinien und deren Elektrifizierung. Die wichtigsten Maßnahmen waren:
- Metropolitan Line (die meisten Projekte waren von der Vorgängergesellschaft Metropolitan Railway geplant worden)
  - Bau zusätzlicher Gleise zwischen Harrow-on-the-Hill und Rickmansworth
  - Elektrifizierung der Strecke zwischen Rickmansworth und Aylesbury, mitsamt der Zweigstrecke nach Chesham
  - Installation von Lichtsignalen zwischen Rickmansworth und Aylesbury und Verlängerung von Bahnsteigen auf dieser Strecke

- Bakerloo Line
  - Bau eines neuen Tunnels zwischen Baker Street und Finchley Road, um den dortigen Lokalverkehr der Metropolitan Line sowie die Zweigstrecke nach Stanmore an die Bakerloo Line zu übertragen
  - neue Stationen der Bakerloo Line bei St. John’s Wood und Swiss Cottage (Ersatz der bestehenden Stationen der Metropolitan Line)

- Northern Line (Northern-Heights-Projekt)
  - Übertragung der Strecke der Great Northern & City Line (GN&C; bisher Betrieb durch Metropolitan Line) an die Northern Line
  - Verbindung von der GN&C bei Finsbury Park zur LNER-Strecke nach Edgware, Highgate und Alexandra Palace
  - Bau neuer Tunnel von Archway über Highgate und East Finchley, mit Verbindung zu den Streckenästen nach Edgware und High Barnet
  - Verlängerung von Edgware nach Bushey Heath

- Central Line
  - Erneuerung der Tunnel und Verlängerung der Bahnsteige zwischen Shepherd’s Bush und Liverpool Street zur Erhöhung der Geschwindigkeit und für den Einsatz längerer Züge
  - Ersatz der nicht-standardisierten Stromversorgung dieser Linie mit den bei der London Underground üblichen Stromschienen
  - westliche Verlängerung von North Acton zur GWR-Vorortslinie nach Denham (mitsamt deren Übernahme)
  - östliche Verlängerung von Liverpool Street über Stratford zu den LNER-Vorortslinien nach Epping, Ongar und Hainault (mitsamt deren Übernahme)

- Rollmaterial
  - Design und Bau eines neuen Wagentyps, dem 1938 Stock, für den Betrieb auf der Central Line und der Northern Line
  - Weiterer Umbau der bestehenden dampflokgezogenen Dreadnought-Wagen für den Betrieb auf der neu zu elektrifizierenden Metropolitan-Hauptstrecke nach Aylesbury. Hierfür waren zusätzliche Motorwagen des T Stock gebaut worden. Dieser Plan wurde zugunsten des neuen Wagentyps A60 Stock aufgegeben.
  - Design und Bau des neuen Wagentyps O Stock für die Hammersmith & City Line
  - Beschaffung ähnlicher Züge (P Stock) für die Metropolitan-Strecke nach Uxbridge
  - Ersatz handbedienter Schiebetüren durch solche mit Druckluftbetrieb
  - Bau einiger neuer Züge des Typs Q Stock für die District Line

- Infrastruktur
  - Verbesserung der Energieübertragung vom Lots Road Power Station
  - Verbesserung und Umbau zahlreicher belebter Stationen im Zentrum, insbesondere Ersatz von Aufzügen durch Rolltreppen

## Umsetzung

### Vor und während des Krieges
In den ersten Jahren wurden die verschiedenen Maßnahmen rasch umgesetzt, bis der Zweite Weltkrieg die Vervollständigung zuerst verlangsamte und schließlich verhinderte. Die Erneuerung der Tunnel der Central Line war 1938 abgeschlossen, die Ersetzung der Stromversorgung bis 1940. Am 20. November 1939 übernahm die Bakerloo Line von der Metropolitan Line den Lokalverkehr zwischen Baker Street und Wembley Park sowie die Stanmore-Zweigstrecke. Die Baureihe 1938 Stock konnte wie geplant ausgeliefert werden, auch wenn die Verlängerungen, für die sie beschafft worden waren, nicht alle rechtzeitig vollendet waren.
Am 3. Juli 1939 wurde die Verlängerung der Northern Line von Archway nach East Finchley in Betrieb genommen, wo eine Umsteigemöglichkeit auf die LNER-Züge bestand. Ab dem 14. April 1940 verkehrte die U-Bahn weiter bis nach High Barnet. Die Zwischenstation Highgate kam am 19. Januar 1941 hinzu. Die Zweigstrecke nach Mill Hill East wurde am 18. Mai 1941 in Betrieb genommen. Die ausstehenden Elektrifizierungsarbeiten auf den LNER-Zweigstrecken von Finsbury Park über Highgate nach Alexandra Palace sowie von Mill Hill East nach Edgware wurden unterbrochen, ebenso der Bau der Verlängerung von Edgware nach Bushey Heath. Dem fertiggestellten Depot bei Aldenham fehlte somit eine Schienenanbindung, weshalb man dort stattdessen Halifax-Bomber für die Royal Air Force baute.
An der östlichen Verlängerung der Central Line war der Baufortschritt am weitesten fortgeschritten. Die Tunnel reichten bis Leyton, ebenso von Leytonstone nach Newbury Park. Letztgenannter Abschnitt diente während des Kriegs als unterirdische Fabrik für Flugzeugteile des Plessey-Konzerns; eine Güterbahn mit einer Spurweite von 457 mm verband die einzelnen Abteilungen miteinander. Nachdem die Fabrikationsanlagen entfernt worden waren, setzte man den Bau der U-Bahn fort.

### Änderungen in der Nachkriegszeit
Nach Kriegsende kam London Transport in den Genuss einer Priorisierung bei der Zuteilung begrenzter Ressourcen. Der Bau der Verlängerungen der Central Line konnte somit ungehindert fortgesetzt werden. 1946 verkehrten die U-Bahn-Züge bis Stratford, 1948 erreichten sie West Ruislip und 1949 Epping. Ursprünglich bestand die Absicht, das Northern-Heights-Projekt zu vollenden. Die Pläne für die Verlängerung nach Bushey Heath wurden überarbeitet und das Parlament erneuerte 1947 die erteilten Baugenehmigungen (die nun bis Ende 1950 gültig waren).
Die Verlängerung der Northern Line nach Bushey Heath und der Central Line jenseits von West Ruislip unterblieb. Grund dafür war die Verabschiedung des Town and Country Planning Act 1947, der zur Schaffung eines Grüngürtels rund um die Hauptstadt führte, wo zwecks Verhinderung weiterer Zersiedelung nur noch in sehr eingeschränktem Maße Siedlungsbauten möglich waren. Aus diesem Grund waren U-Bahnen in diesem Bereich nicht mehr wirtschaftlich. 1949 war noch eine kurze Verlängerung von Edgware nach Brockley Hill vorgesehen, vier Jahre später gab London Transport auch dieses Vorhaben endgültig auf.
Seit 1937 war die Great Northern & City Line Teil der Northern Line, blieb aber in betrieblicher Hinsicht eine isolierte Strecke. Die Elektrifizierung der verbleibenden LNER-Strecken von Finsbury Park nach Alexandra Palace und von Mill Hill East nach Edgware wurde fallengelassen, bereits installierte Anlagen wurden wieder entfernt und andernorts weiterverwendet. London Transport ließ die Brücke unmittelbar östlich von Mill Hill East verbreitern, verzichtete später aber auf das Verlegen eines zweiten Gleises. Die Strecke Finsbury Park – Alexandra Park verblieb bei der LNER (ab 1948 Teil von British Railways), bis zu ihrer Stilllegung im Jahr 1954. Zwischen Mill Hill East und Edgware wurde der Personenverkehr eingestellt, die eingleisige Strecke blieb aber bis 1964 für den Güterverkehr in Betrieb.
Die Elektrifizierung der Metropolitan Line von Rickmansworth nach Amersham und Chesham konnte erst am 12. September 1960 vollendet werden. Der Vierspurausbau zog sich bis 1961 hin, betraf aber nur den Abschnitt bis Moor Park, während der nachfolgende Abschnitt nach Rickmansworth weiterhin zweigleisig blieb. Die komplette Neusignalisierung nördlich von Rickmansworth war 1959 abgeschlossen, der Abschnitt zwischen Amersham und Aylesbury wurde nicht wie vorgesehen elektrifiziert und stattdessen 1961 an British Railways übertragen. Ebenfalls gab man das Vorhaben auf, Wagen der früheren Dampfzüge in Triebwagen umzubauen und ersetzte sie durch neues Rollmaterial der Baureihe A60 Stock. Das in Aldenham errichtete Depot der Northern Line diente ab 1955 als Busreparaturwerkstätte.